# Elektronisk signatur enligt svensk rätt
Elektronisk signatur är enligt 2 § lagen (2000:832) om kvalificerade elektroniska signaturer "data i elektronisk form som är fogade till eller logiskt knutna till andra elektroniska data och som används för att kontrollera att innehållet härrör från den som framstår som utställare och att det inte har förvanskats".
Lagen bygger på Europaparlamentets och rådets direktiv 1999/93/EG av den 13 december 1999 om ett gemenskapsramverk för elektroniska signaturer. 
I direktivet angavs rekommendationer för säker signaturverifiering nämligen  
1. att de uppgifter som används för att utföra signaturverifiering överensstämmer med de uppgifter som visas för den som utför verifieringen,
2. att signaturen kontrolleras på ett tillförlitligt sätt och att resultatet av verifieringen anges korrekt,
3. att den som utför verifieringen vid behov på ett tillförlitligt sätt kan fastställa innehållet i de signerade uppgifterna,
4. att det begärda certifikatets autenticitet och giltighet på ett tillfredsställande sätt kontrollerats när signaturverifieringen utförs,
5. att resultatet av kontrollen och undertecknarens identitet korrekt anges,
6. att användning av pseudonym tydligt anges, samt
7. att alla förändringar av betydelse för säkerheten kan upptäckas.

En enskild som lämnar uppgifter i samband med att han eller hon använder en självbetjäningstjänst ska använda en sådan elektronisk signatur.